# 팬하우스
팬하우스(FanHouse)는 AOL이 소유한 스포츠 웹사이트였다. 2006년 9월에 시작된 팬하우스는 2011년에 운영을 중단했다. 운영 기간 동안 이 웹사이트는 인터넷에서 가장 많이 링크된 스포츠 블로그 상위 10위 안에 들었다.

## 역사
2006년 출범과 동시에 많은 스포츠 블로거들에게 게시물당 수수료를 지급하는 최초의 스포츠 블로그가 되었다.
2009년 1월, 팬하우스는 시카고 선타임스의 제이 마리오티, 댈러스 모닝 뉴스의 케빈 블랙키스톤, 데일리 뉴스 (뉴욕)의 리사 올슨을 포함한 숙련된 인쇄 언론인들을 고용하기 시작했다. 팬하우스는 계속해서 올랜도 센티널, 애틀랜타 저널-컨스티튜션, 콘트라 코스타 타임스 등에서 작가들을 영입하며 인력을 강화했다. 팬하우스는 또한 널리 알려진 마이클 데이비드 스미스 및 엘리 세크바흐와 같은 전통적인 블로거들도 유지했다.
팬하우스는 총괄 프로듀서 랜디 김이 관리했다. 이전 총괄 프로듀서들은 나중에 야후! (제이미 모트람), 야드바커 (알라나 응우옌), NBC (존 클리포드 네스)에서 리더십 직책을 맡았다.

## 운영 종료
2011년 1월, 스포팅 뉴스는 팬하우스의 편집 통제권을 넘겨받기 위해 AOL과 파트너십을 발표했다. 이 사이트는 스포팅 뉴스의 사이트에 통합되었고, 결국 서비스가 중단되었다.

## 수상 및 인정
팬하우스는 적어도 2007년 4월부터 2010년 7월까지 집계기 볼하입에 의해 인터넷에서 가장 많이 링크된 스포츠 블로그 상위 10위 안에 들었다. 이는 볼하입이 폐쇄되고 목록이 더 이상 업데이트되지 않기 불과 4주 전이었다.
2008년 EPPY 어워드에서 팬하우스는 최고의 스포츠 블로그 부문에서 수상했으며, 2009년에는 이 상의 최종 후보로 선정되었다.